# 임미정 (모델)
임미정(1987년 12월 10일 ~ )은 2006년 미스코리아 경남 진(眞)이다. 2008년 12월 축구 선수 정성룡과 결혼하였다.

## 프로필
- 출생 : 1987년 12월 10일
- 신체 : 176cm, 49kg, 33-24-34
- 학력 : 동덕여자대학교 모델과
- 수상 : 2005년 엘리트모델룩 코리아 1위, 2006년 미스코리아 인기상, 2006년 미스코리아 경남 진(眞)
- 취미 : 공연관람, 요가
- 특기 : 스킨스쿠버